# The Unsleeping
The Unsleeping – ukraiński zespół indie rockowy, założony w 2013 roku w Humaniu. W 2019 roku grupa zwyciężyła w selekcji APPS Music & SZIGET Festival 2019: Awards i miała okazję reprezentować Ukrainę na Sziget Festival 2019.

## Muzycy
Obecny skład zespołu
- Jewhenij Moroz – wokal
- Ołeksandr Olijnyk – perkusja
- Dmytro Łewczenko – bas
- Nazar Słobodianyk – gitara
- Iwan Smirnow – gitara

Byli członkowie zespołu
- Dmytro Fiszer – gitara
- Serhij Honczar – perkusja

## Dyskografia

### Mini albumy
- Somnia (2016)
- Deviatve (2018)

### Single
- One Hit (2014)
- Zombie (2014)
- Fire Of Red (2019)
- Ptaha Fred (2020)
- Prypustym (2020)
- DEDVED (2021)
- Żyty (2022)
- Ne Splu (2023)
- Chołodno (2023)